# Balsorano
Balsorano là một đô thị thuộc tỉnh L'Aquila trong vùng Abruzzo Ý. Đô thị này có diện tích 57 km², dân số 3705 người. Các làng trực thuộc: Balsorano vecchio, Case Marconi, Collecastagno, Collepiano, Fosse, La Selva, Grottella, Pagliare, Pelagalli, Ridotti, Tre Ponti. Các đô thị giáp ranh gồm: Collelongo, pescosolido (FR), San Vincenzo Valle Roveto, Sora (FR), Veroli (FR), Villavallelonga